# Дистанційне банківське обслуговування
Дистанційне банківське обслуговування — загальний термін для технологій надання банківських послуг на підставі розпоряджень, переданих клієнтом віддаленим чином (тобто без його візиту в банк), найчастіше з використанням комп'ютерних і телефонних мереж. Для опису технологій ДБО використовуються різні (в ряді випадків пересічні за значенням) терміни: Клієнт-Банк, Банк-Клієнт, Інтернет-Банк, Система ДБО, Електронний банк, Інтернет-Банкінг, on-line banking, remote banking, direct banking, home banking, internet banking, PC banking, phone banking, mobile-banking, WAP-banking, SMS-banking, GSM-banking.